# ペルセオ (フリゲート)
ペルセオ（イタリア語: Perseo, F 566）は、イタリア海軍のルポ級フリゲート3番艦。艦名はペルセウス座に由来する。

## 艦歴
「ペルセオ」は、リウーニティ造船リヴァ・トリゴソ造船所で建造され1977年2月28日に起工、1978年7月8日に進水、1980年3月1日に就役する。
1990年代にSATCOM衛星通信装置やSPS-702 CORA水上レーダーなど電子兵装を中心に近代化改修工事が行なわれる。
2005年10月31日、ラ・スペツィアにてイタリア軍艦としての最後を迎える。

## FM-57 ボログネシ
ボログネシ（スペイン語: BAP Bolognesi, FM-57）。ペルー海軍ではカルバハル級フリゲートに分類され、7番艦となっている。艦名は19世紀の太平洋戦争において活躍したフランシスコ・ボログネシ・セルバンテス（es:Francisco Bolognesi Cervantes）に由来する。
ペルー海軍は1970年代から1980年代にかけて旧式化した艦艇の更新を目的としたカスティーリャ計画（Proyecto Castilla）を進めていた。この動向に対してイタリア海軍は同型艦を売却した実績から中古艦の売却交渉がすすめられていた。2005年に「F565 サジッタリオ」と共に売却され、引渡しに備えての諸作業が進められる。2006年1月23日にフィンカンティエリの造船所においてペルー海軍に引き渡され「ボログネシ」と命名される。2006年7月18日にラ・スペツィアを出港し8月18日にペルーカヤオに到着し、新たな任務に就く。2007年夏にアメリカ合衆国海軍が主催し南米諸国海軍も参加するパナマ運河地帯での対テロ合同演習PANAMAXに派遣される。